# Goldbach (Möhne)
Der Goldbach ist ein 3,3 km langer Bach in Brilon und ein orografisch linker Nebenfluss der Möhne, der im nordrhein-westfälischen Hochsauerlandkreis verläuft.

## Geographie

### Verlauf
Der Goldbach entspringt an der Ostflanke der Sonder südlich von Scharfenberg auf einer Höhe von 489 m ü. NN. Nach Nordosten abfließend nimmt der Bach mehrere kurze Nebenflüsse auf, die von den Hängen der umliegenden Berge abfließen. Der Goldbach wird mehrfach zu kleinen Teichen aufgestaut. Ohne Besiedlungen berührt zu haben, mündet er auf 373 m ü. NN in die Möhne. Bei einem Höhenunterschied von 116 m beträgt das mittlere Sohlgefälle 35,0 ‰.

### Einzugsgebiet
Das 2,477 km² große Einzugsgebiet des Goldbachs wird über Möhne, Ruhr und Rhein zur Nordsee entwässert.
Es grenzt
- im Südosten an das Einzugsgebiet der Aa, die in die Möhne mündet;
- im Südwesten an das der Fülsenbecke, die in die Aa mündet;
- im Westen an das des Kloßsiepen, der über die Bermecke in die Möhne entwässert;
- im Nordwesten an das der Höbecke, die sich mit dem Kloßsiepen zur Bermecke vereinigt;
- im Norden an das der Bermecke direkt und
- ansonsten an das der Möhne direkt oder an das Einzugsgebiet einer ihrer kleinen und namenlosen Zuflüsse.

## Naturschutzgebiet
Der Goldbach befindet sich von der Quelle bis zur Möhne im Naturschutzgebiet Goldbachtal.